# Glodjane
Glodjane (serb. – cyrylica Глођане, alb. Gllogjan) – miejscowość w zachodnim Kosowie, w regionie Peć, w pobliżu Dečani, należąca do gminy Dečani.